# دافيد جونز
دافيد جونز (بالإنجليزية: Dafydd Jones)‏ هو لاعب كرة قدم بريطاني، ولد في 5 يونيو 1998 في أبرغافني ‏ في المملكة المتحدة. لعب مع نيوبورت كونتي.

## وصلات خارجية
- دافيد جونز على موقع قاعدة بيانات كرة القدم.إي يو (الإنجليزية)
- دافيد جونز على موقع Soccerbase.com (لاعب) (الإنجليزية)